# Koželj (priimek)
Koželj je 156. najbolj pogost priimek v Sloveniji, ki ga je po podatkih Statističnega urada Republike Slovenije na dan 31. decembra 2007 uporabljalo 1054 oseb in na dan 1. januarja 2010 1046 oseb.

## Znani nosilci priimka
- Alenka Koželj (* 1980), dr. (fr.) literature, pisateljica (druga = geografinja?)
- Aleš Koželj (*1974), plezalec, alpinist
- Anton Koželj (1872–1954), slikar, ilustrator
- Anton Koželj (*1947), arhitekt
- Barbara Koželj Podlogar (*1974), umetnostna zgod. in filoz., publicistka, kulturna diplomatka
- Bogomir Koželj (1924–2001), biokemik, ekolog, univ. profesor
- Božidar Koželj (1927–2016), metalurg, univ. profesor
- Edita Garčević Koželj, pevka mezzosopranistka
- Ivan Koželj (1937–2005), izseljenski delavec v Avstraliji
- Ivo Koželj (1908–1954), fotograf
- Janez Koželj (*1945), arhitekt, urbanist, profesor FA, podžupan MOL
- Jože Koželj (1931–1994), arhitekt, profesor FA
- Kristian Koželj (*1984), pesnik, igralec, gledališki pedagog in režiser, knjižničar
- Maks Koželj (1883–1956), slikar
- Marijan Koželj, elektroenergetik
- Matija Koželj (1842–1917), slikar
- Matjaž Koželj (*1955), fizik (IJS)
- Matjaž Koželj (*1970), plavalec
- Matjaž Koželj (*1982), kemik (KI)
- Mirta Koželj (*1956), zdravnica kardiologinja, prof. MF
- Neža Koželj, pianistka
- Nikolaj Koželj, glasbenik, DJ
- Nina Koželj (*1985), kiparka, vizualna umetnica
- Primož Koželj, fizik
- Stanko Koželj (1941–2020), ekonomist, strokovnjak za računovodstvo
- Tomaž Koželj, kardiokirurg
- Tomaž Koželj, jamar
- Urša Koželj, arhitektka
- Venčeslav Koželj (1901–1968), elektrotehnik
- Vesna Koželj Oblak (*1948), stomatologinja kirurginja, prof. MF
- Vlado (Vladimir) Koželj, arhitekt
- Zvezdana Koželj (Zvezda Delak Koželj) (*1954), etnologinja, varstvenica kulturne dediščine